# Czarciuk

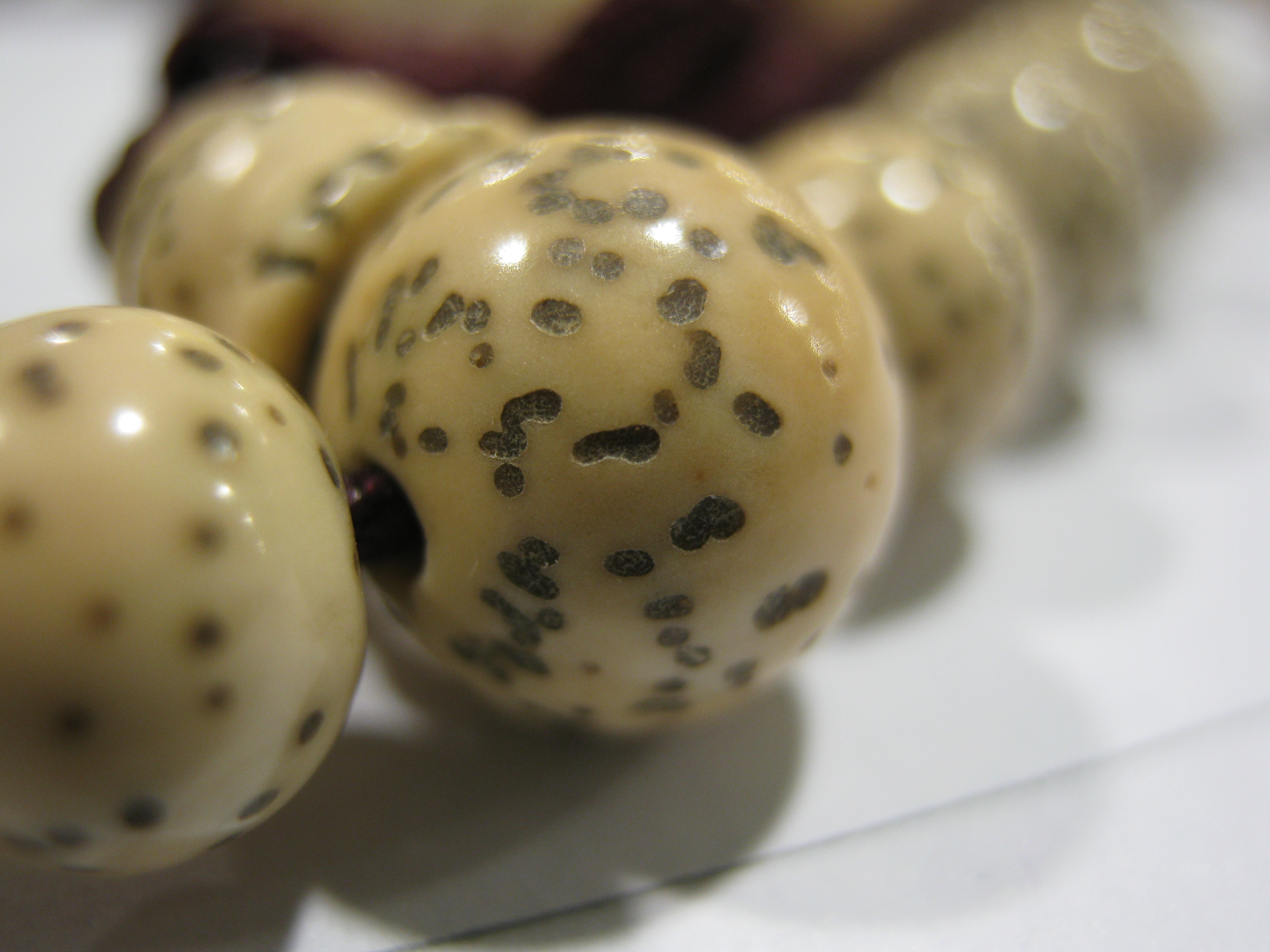
Różaniec z nasion czarciuka

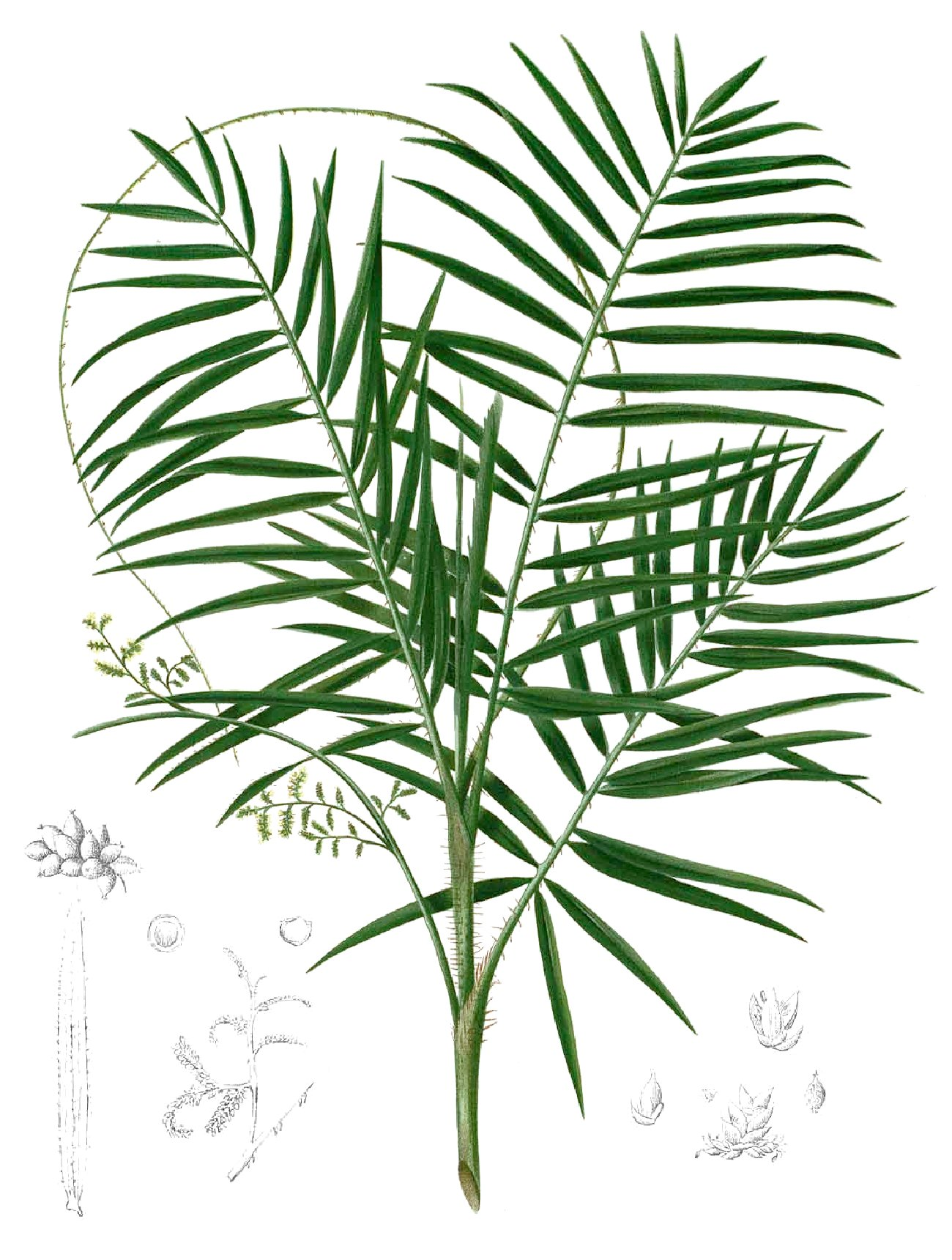
Damonorops mollis

Czarciuk, zaklęt (Daemonorops (Willd.) Blume) – rodzaj roślin (palm pnących) z rodziny arekowatych. Palmy te występują w Azji Południowo-Wschodniej.

## Systematyka
Pozycja systematyczna
Rodzaj z rodziny arekowatych (Arecaceae), w obrębie której należy do podrodziny Calamoideae, plemienia Calameae i podplemienia Calaminae. W przypadku szerokiego ujęcia rodzaju kalamus Calamus, rodzaj ten jest do niego włączany.
Wykaz gatunków
- Daemonorops acamptostachys  Becc.
- Daemonorops acehensis Rustiami
- Daemonorops affinis Becc.
- Daemonorops angustifolia (Griff.) Mart.
- Daemonorops aruensis Becc.
- Daemonorops asteracantha Becc.
- Daemonorops atra J.Dransf.
- Daemonorops aurea Renuka & Vijayak.
- Daemonorops banggiensis J.Dransf.
- Daemonorops beguinii Burret
- Daemonorops binnendijkii Becc.
- Daemonorops brachystachys Furtado
- Daemonorops brevicaulis A.J.Hend. & N.Q.Dung
- Daemonorops calapparia (Mart.) Blume
- Daemonorops calicarpa (Griff.) Mart.
- Daemonorops clemensiana Becc.
- Daemonorops collarifera Becc.
- Daemonorops confusa Furtado
- Daemonorops crinita Blume
- Daemonorops cristata Becc.
- Daemonorops curranii Becc.
- Daemonorops depressiuscula  (Miq. ex H.Wendl.) Becc.
- Daemonorops didymophylla Becc.
- Daemonorops draco (Willd.) Blume – czarciuk smoczy
- Daemonorops dracuncula Ridl.
- Daemonorops dransfieldii Rustiami
- Daemonorops elongata Blume
- Daemonorops fissa Blume
- Daemonorops fissilis (A.J.Hend., N.K.Ban & N.Q.Dung) A.J.Hend.
- Daemonorops forbesii Becc.
- Daemonorops formicaria Becc.
- Daemonorops geniculata (Griff.) Mart.
- Daemonorops gracilipes (Miq.) Becc.
- Daemonorops gracilis Becc.
- Daemonorops grandis (Griff.) Mart.
- Daemonorops hirsuta Blume
- Daemonorops horrida Burret
- Daemonorops ingens J.Dransf.
- Daemonorops jenkinsiana (Griff.) Mart.
- Daemonorops korthalsii Blume
- Daemonorops kunstleri Becc.
- Daemonorops kurziana Hook.f. ex Becc.
- Daemonorops lamprolepis Becc.
- Daemonorops leptopus (Griff.) Mart.
- Daemonorops lewisiana (Griff.) Mart.
- Daemonorops loheriana Becc.
- Daemonorops longipes (Griff.) Mart.
- Daemonorops longispatha Becc.
- Daemonorops longispinosa Burret
- Daemonorops longistipes Burret
- Daemonorops macrophylla Becc.
- Daemonorops macroptera (Miq.) Becc.
- Daemonorops maculata J.Dransf.
- Daemonorops manii Becc.
- Daemonorops megalocarpa Burret
- Daemonorops melanochaetes Blume
- Daemonorops micracantha (Griff.) Becc.
- Daemonorops microcarpa Burret
- Daemonorops microstachys Becc.
- Daemonorops mirabilis (Mart.) Mart.
- Daemonorops mogeana Rustiami
- Daemonorops mollis (Blanco) Merr.
- Daemonorops mollispina J.Dransf.
- Daemonorops monticola (Griff.) Mart.
- Daemonorops nigra (Willd.) Blume
- Daemonorops nuichuaensis (A.J.Hend., N.K.Ban & N.Q.Dung) A.J.Hend.
- Daemonorops oblata J.Dransf.
- Daemonorops oblonga (Reinw. ex Blume) Blume
- Daemonorops ochrolepis Becc.
- Daemonorops ocreata A.J.Hend. & N.Q.Dung
- Daemonorops oligolepis Becc.
- Daemonorops oligophylla Becc.
- Daemonorops oxycarpa Becc.
- Daemonorops pachyrostris Becc.
- Daemonorops palembanica Blume
- Daemonorops pannosa Becc.
- Daemonorops pedicellaris Becc.
- Daemonorops periacantha Miq.
- Daemonorops plagiocycla Burret
- Daemonorops poilanei J.Dransf.
- Daemonorops polita Fernando
- Daemonorops pumila Van Valk.
- Daemonorops rarispinosa Renuka & Vijayak.
- Daemonorops riedeliana (Miq.) Becc.
- Daemonorops robusta Warb. ex Becc.
- Daemonorops rubra (Reinw. ex Mart.) Blume
- Daemonorops ruptilis Becc.
- Daemonorops sabut Becc.
- Daemonorops sarasinorum Warb. ex Becc.
- Daemonorops scapigera Becc.
- Daemonorops schlechteri Burret
- Daemonorops sekundurensis Rustiami & Zumaidar
- Daemonorops sepal Becc.
- Daemonorops serpentina J.Dransf.
- Daemonorops siberutensis Rustiami
- Daemonorops singalana Becc.
- Daemonorops sparsiflora Becc.
- Daemonorops spectabilis Becc.
- Daemonorops stenophylla Becc.
- Daemonorops takanensis Rustiami
- Daemonorops treubiana Becc.
- Daemonorops trichroa Miq.
- Daemonorops unijuga J.Dransf.
- Daemonorops urdanetana Becc.
- Daemonorops uschdraweitiana Burret
- Daemonorops verticillaris (Griff.) Mart.
- Daemonorops wrightmyoensis Renuka & Vijayak.

## Zastosowanie
- Łodygi różnych gatunków czarciuka w handlu występujące pod nazwą rattan, wykorzystywane są do produkcji plecionych mebli.
- Z wypolerowanych nasion gatunku Daemonorops margaritae wykonuje się buddyjskie różańce.
- Czerwona żywica czarciuka smoczego, tzw. smocza krew, służy jako barwnik m.in. do wyrobu werniksów[4].